# 52-я армия (СССР)
52-я армия (52 А), (формировалась как 52-я резервная армия, с 28 сентября по 17 декабря 1941 – 52-я отдельная армия) — оперативное войсковое объединение (общевойсковая армия) в составе Вооружённых Сил СССР во время Великой Отечественной войны. Имела два формирования.

## 1-е формирование
Управление 52-й армии 1-го формирования как 52-й резервной армии сформировано 25 августа 1941 года по директиве Ставки ГК от 23 августа 1941 года на базе управления 25-го стрелкового корпуса
В составе действующей армии с 25 августа по 26 сентября 1941 года
В конце августа 1941 года части армии заняли оборону по правому берегу реки Волхова от района несколько севернее Новгорода до Киришей, с тем, чтобы препятствовать развитию немецкого наступления в направлении Тихвина. В течение сентября 1941 года армия ведёт по-видимому, частные бои, сконцентрировавшись на совершенствовании обороны. 26 сентября 1941 года 130-километровый участок обороны армии был разделён надвое, и в этот день управление армии было использовано для формирования полевого управления 4-й армии второго формирования, взявшей на оборону участок от Киришей до Грузино, а участок от Грузино до почти Новгорода был поручен 52-й армии второго формирования.

### Командование

#### Командующие армией
- генерал-лейтенант Клыков, Николай Кузьмич (с 23.08.1941 по 26.09.1941);[3]

#### Начальники штаба армии
- генерал-майор Ляпин, Пётр Иванович (с 23.08.1941 по 26.09.1941);[3]

#### Члены Военного совета
- полковой комиссар Пономарёв, Иван Михайлович (с 25.08.1941 по 03.09.1941);
- дивизионный комиссар Пантас, Карп Лукич (с 04.09.1941 по 26.09.1941);[3]

### Боевой состав
В различное время в состав армии входили:
| Стрелковые соединения и части | Стрелковые соединения и части     | Стрелковые соединения и части | Стрелковые соединения и части |
| Корпуса                       | Дивизии                           | Бригады                       | Иные части                    |
| ----------------------------- | --------------------------------- | ----------------------------- | ----------------------------- |
| не имелось                    | 267, 285, 288, 292, 312, 314, 316 | не имелось                    | не имелось                    |

| Артиллерийские полки                         | Артиллерийские полки | Артиллерийские полки | Артиллерийские полки | Артиллерийские полки | Артиллерийские полки |  |
| Пушечные (в том числе армейские и корпусные) | Гаубичные            | Противотанковые      | Миномётные           | Миномётные РС        | Зенитные             |  |
| -------------------------------------------- | -------------------- | -------------------- | -------------------- | -------------------- | -------------------- |  |
| 442                                          | не имелось           | 884                  | не имелось           | не имелось           | не имелось           |  |

### Помесячный боевой состав армии
| Помесячный боевой состав армии | Помесячный боевой состав армии        | Помесячный боевой состав армии         | Помесячный боевой состав армии         | Помесячный боевой состав армии | Помесячный боевой состав армии | Помесячный боевой состав армии |
| Дата (в составе фронта)        | Стрелковые и кавалерийские соединения | Артиллерийские и миномётные соединения | Танковые и механизированные соединения | Авиация                        | Инженерные и сапёрные части    | Огнемётные части               |
| ------------------------------ | ------------------------------------- | -------------------------------------- | -------------------------------------- | ------------------------------ | ------------------------------ | ------------------------------ |
| 01.09.1941 Резервная           | 267, 285, 288, 292, 312, 314, 316 сд  | 442 кап, 884 ап ПТО                    | -                                      | -                              | -                              | -                              |

## 2-е формирование

### 1941 год
Управление 52-й армии 2-го формирования сформировано 28 сентября 1941 года
В составе действующей армии с 28 сентября 1941 года по 8 мая 1943 года, с 25 августа 1943 года по 5 сентября 1944 года и с 30 октября 1944 года по 11 мая 1945 года,
28 сентября 1941 года войска, занимавшие позиции по Волхову от района несколько севернее Новгорода до Грузино, были объединены под командованием 52-й армии 2-го формирования.
В активные бои соединения армии вступили 16 октября 1941 года, когда немецкие войска развернули наступление на Тихвин.
Войска правого фланга армии попали в полосу главного удара немецких войск, развивавшегося из района Грузино на Будогощь. Немецкие 11-я пехотная дивизия и 21-я пехотная дивизия несмотря на ожесточённое сопротивление 267-й и 288-й стрелковой дивизии сумели форсировать Волхов у Грузино, захватить и расширить там плацдарм. 18 октября 1941 года вступила в бой ударная группа немецких войск: 12-я танковая дивизия и 20-я моторизованная дивизия наступали на направлении главного удара на Будогощь, отбрасывая части 52-й армии на юго-восток, а 8-я танковая дивизия и 18-я моторизованная дивизия с приданной 126-й пехотной дивизией наступали на направлении вспомогательного удара, в общем направлении на Малую Вишеру. По планам немецкого командования южная группа должна была, оттеснив войска 52-й армии, обойти Малую Вишеру и наступать на Тихвин с юга. 22 октября 1941 года в ожесточённых боях части армии были вынуждены оставить Большую Вишеру, а 23 октября 1941 года — и Малую Вишеру. Советское командование спешно перебросило из района Демянска 259-ю стрелковую дивизию и 25-ю кавалерийскую дивизию, которыми была усилена 52-я армия. Немецкие войска сумели продвинуться немного восточнее Малой Вишеры, но переброшенными дивизиями вкупе с остатками частей 52-й армии, немецкое наступление было остановлено на рубеже реки Малой Вишерки. Таким образом, войска армии сорвали планы немецкого командования на выход к Тихвину с юга глубоким охватом. Из полосы обороны армии для усиления главного удара на Тихвин были изъяты сначала 8-я танковая дивизия, затем 18-я моторизованная дивизия (заменённая испанской 250-й пехотной дивизией), и положение стабилизировалось.
С 12 ноября 1941 года 52-я армия сама перешла в наступление.
Перед армией стояла задача разгромить противника в районе Малой Вишеры, затем наступать на Селищи и Грузино и захватить плацдармы на западном берегу Волхова. Армия наступала на широком, 48-километровом фронте, от Зеленшины до Поддубье (в 14 км южнее Малой Вишеры), не проведя надлежащей разведки, не создав сколько-нибудь выраженной ударной группировки и не обеспечив взаимодействия с артиллерией. В результате, в течение восьми дней войска армии (259-я стрелковая дивизия) в лоб штурмовали Малую Вишеру. Положение осложнилось тем, что в помощь к 126-й пехотной дивизии были переброшены часть сил 61-й пехотной дивизии из резерва и часть сил 223-й пехотной дивизии, прибывшей из Франции Действия командования армии были оценены вышестоящим командованием как «топтание на месте». 20 ноября 1941 года части армии предприняли обходной манёвр и вынудили противника к отходу из Малой Вишеры, после чего наконец начали развивать наступление в направлениях Грузино и Селищенский Посёлок. 9 декабря 1941 года части армии смогли освободить Александровское в 20 километрах западнее Малой Вишеры. 16 декабря 1941 года ведёт бои в районе Большой Вишеры, где в окружение попал немецкий 422-й пехотный полк. 23 декабря 1941 года войска армии вышли на восточный берег Волхова, однако с ходу его форсировать не смогли. 25 декабря 1941 года армии удалось захватить несколько плацдармов на западном берегу реки, которые, впрочем, пришлось почти все оставить. Единственный плацдарм, захваченный силами 111-й стрелковой дивизии, северо-восточнее Чудово в районе посёлка Водосье и станции Торфяное был удержан, и армия до конца декабря 1941 года вела бои за его удержание и расширение. При этом армия освободила от противника весь восточный берег Волхова на своём участке. Одновременно армия начала перегруппировку войск к своему левому флангу, освобождая место для 2-й ударной армии для участия в операции, позднее получившей название Любанской.
С 18 декабря 1941 года армия вошла в состав сформированного Волховского фронта

### 1942 год
Собственно задача наступления c войск армии не снималась. По плану операции, части армии должны были наносить удар в общем направлении на Лугу и в дальнейшем на Сольцы, при этом освободив Новгород, соединившись в районе западнее озера Ильмень с войсками 11-й армии.
Перед армией стояла задача прорвать оборонительный рубеж противника на западном берегу Волхова на фронте Больших и Малых Быстриц, Котовил, овладеть там и в деревнях Заполье, Лелявино, Теремец опорными пунктами, выйти к исходу 19 января 1942 года к реке Питьба, прорвать второй оборонительный рубеж противника на железной и автомобильной дорогах Чудово — Новгород, овладеть опорными пунктами Любцы, Копцы, Тютицы. Главный удар наносился правым флангом армии, первым эшелоном из четырёх стрелковых дивизий (267-я, 46-я, 305-я и 225-я), во втором эшелоне оставалась 259-я стрелковая дивизия. К началу наступления армия занимала рубеж, протяжённостью 35 километров, прорыв намечался на участке в 12 километров. С 13 января 1942 года армия перешла в наступление и сумела прорвать первую оборонительную полосу, выйдя в течение 15-19 января 1942 года ко второму рубежу обороны на участке деревень Любцы, Тютицы. Остальные многочисленные атаки армии успеха не имели и наступление развить не удалось, тем более что армия была вынуждена передавать некоторые свои соединения и тяжёлую артиллерию во 2-ю ударную армию. С развитием наступления последней, на 52-ю армию была возложена задача обороны горловины прорыва 2-й ударной армии у Мясного Бора, и расширения этого прорыва в южном и западном направлении. Армия вела непрерывные безуспешные атаки с целью расширения прорыва и успешно отражала контратаки противника со стороны Подберезье (отличились 65-я и 225-я стрелковые дивизии), при этом даже не возводя оборонительных сооружений.
17 марта 1942 года немецкие войска нанесли удар, направленный на закрытие прорыва. В полосе армии, державшей оборону фронтом на юг и на запад он наносился вдоль западного фронта армии от Земтиц на север, в результате чего в окружение попали войска 2-й ударной армии. С этого момента и вплоть до июня 1942 года войска армии ведут непрерывные бои, направленные на прорыв кольца окружения, затем на удержание созданного коридора, затем снова на прорыв обороны немецких войск, замкнувших кольцо окружения. Части армии располагались от Новгорода вверх по Волхову, затем в районе Любцов по южному фасу горловины коридора и далее на запад. Таким образом, в результате удара немецких войск, которым 31 мая 1942 года горловина прорыва вновь оказалась закрыта, часть войск армии (в частности 305-я стрелковая дивизия) оказались в котле. С 10 июня 1942 года пехота и артиллерия армии ведут ожесточённые бои в операции по выводу войск 2-й ударной армии из окружения, 25 июня 1942 года был прорван узкий коридор, по которому небольшое количество войск армии было выведено.
При этом, несмотря на развитие событий, ещё в марте 1942 года планировалось новое наступление армии в начале апреля 1942 года на Новгород, до которого было 34 километра, причём с привлечением воздушно-десантных частей (1-я воздушно-десантная бригада), но уже 30 марта 1942 года от этих планов советское командование отказалось
В мае-июне 1942 года армия частью сил участвовала в Операции по выводу из окружения 2-й ударной армии. До конца 1942 года армия ведёт оборону на восточном берегу Волхова от Новгорода и на небольшом плацдарме в районе Любцов.

### 1943 год
В 1943 году армия вновь совершила попытку овладеть Новгородом; совершенно очевидно, что это наступление было частью крупномасштабного плана, по которому войска Северо-Западного фронта должны были овладеть наконец Старой Руссой южнее озера Ильмень, а войска 52-й армии, действуя севернее озера, овладеть Новгородом и междуречьем рек Волхов и Малый Волховец. 15 марта 1943 года войска армии перешли в наступление (в основном силами 225-й стрелковой дивизии), и были практически немедленно остановлены сильным огневым сопротивлением с заранее подготовленных оборонительных рубежей, которые не были уничтожены артиллерией. С 16 по 20 марта 1943 года включительно все попытки частей армии перейти в наступление не имели успеха, и наступление было прекращено. Результатом всех усилий стал небольшой плацдарм на Малом Волховце.
8 мая 1943 года управление армии по директиве № 46151 от 4 мая 1943 года было выведено в резерв Ставки ВГК в район Бологое, Вышний Волочёк, Ключинский, где ему были подчинены другие соединения. С июня 1943 года переброшена в район Воронежа, где 9 июля 1943 года вошла в состав Степного фронта (18 июля 1943 года вновь подчинена Ставке ВГК). После доукомплектования в районе Воронежа армия с 9 августа 1943 года перегруппирована в район северо-восточнее Ахтырки, где 25 августа 1943 года вошла в состава Воронежского фронта.
Введена в бой для прорыва обороны противника 1-4 сентября 1943 года в районе Зеньково Полтавской области, который войска армии взяли 6 сентября 1943 года, затем в ходе наступления войсками армии был взят 16 сентября 1943 года Миргород и вышла в район города Хорол. Продолжая преследование отступающих за Днепр войск противника, вышла 26-27 сентября 1943 года к Днепру. После подготовки, в ночь с 29 на 30 сентября 1943 года соединения армии форсировали Днепр южнее Канева, севернее села Крещатик, напротив устья реки Рось (254-я, 93-я и 138-я стрелковые дивизии), захватили плацдарм и до начала ноября 1943 года ведут ожесточённые бои за удержание и расширение плацдарма. К концу боевых действий на плацдарме, он занимал шириной по фронту 13 километров и в глубину — 3-4 километра, однако дальнейшие бои по его расширению к успеху не приводили. Всего армия занимала фронт, включая полосу по левому берегу Днепра, длиной в 130 километров. Ещё с 3 октября 1943 года армия была передана в Степной фронт (с 20 октября 1943 года — 2-й Украинский фронт)
С ноября 1943 года армия проводит Черкасскую наступательную операцию.
К началу операции численность стрелковых дивизий была доведена до 6000-6300 человек, всего в армии насчитывалось 26 327 человек, 470 орудий и миномётов всех калибров, 10 танков и самоходно-артиллерийских установок. Командный пункт армии дислоцировался в Золотоноше. Перед фронтом армии оборонялись части 57-й, 332-й, 72-й, 167-й пехотных дивизий и танковой дивизии СС «Викинг».
52-я армия перед проведением операции была оставлена без резервов и какой бы то ни было авиационной поддержки. Главный удар наносился силами 73-го стрелкового корпуса (254-й стрелковой дивизии) на 8-километровом участке от Елизаветовки до Свидовок, северо-западнее Черкасс, с форсированием Днепра и захватом плацдарма. В дальнейшем предполагалось развитие успеха в общем направлении Русская Поляна, Смела, при этом войска армии должны были разгромить во взаимодействии с авиадесантной группой в тылу врага (см. Днепровская воздушно-десантная операция) и партизанами черкасскую группировку войск противника и в ночь на 14 ноября 1944 года овладеть Черкассами. Два полка 373-й стрелковой дивизии также форсировали реку на направлении отвлекающего удара в районах севернее Дахновки и Змогайловки.
Наступление армии началось в ночь на 13 ноября 1943 года. Форсирование реки удалось 933-му стрелковому полку 254-й стрелковой дивизии, который единственный из частей армии сумел захватить плацдарм в 4 километра по фронту и до 3 километров в глубину в районе Свидовок. За три дня ожесточённых боёв плацдарм был расширен до 7 километров по фронту и 5 километров в глубину, а к 18 ноября 1943 года — до 16 километров по фронту и 9 километров в глубину, и в этот день закончился первый этап Черкасской операции. 20 ноября 1943 года армия предприняла попытку штурма Черкасс, танковый десант ворвался даже на окраину города, но был части армии к концу дня были отброшены на исходные позиции. Поскольку положение армии способствовало удару на Смелу, которому придавалось большое значение в Ставке Верховного главнокомандования, армия была усилена 62-й гвардейской стрелковой и 7-й гвардейской воздушно-десантной дивизиями и 173-й отдельной танковой бригадой, а кроме того, получила массированную авиационную поддержку. Однако по приказу Ставки, армия уже 21-22 ноября 1943 года должна была собственным силами овладеть Черкассами, а к 26 ноября 1943 года — с переданными резервами выйти к Смеле. В ночь на 22 ноября 1943 года ослабленная предыдущими боями армия (так, 254-я стрелковая дивизия насчитывала в своём составе только 1210 активных штыков), приступила к новому штурму Черкасс, и снова без успеха, однако сумев овладеть Русской Поляной.
26 ноября 1943 года армия вновь перешла в наступление, и силами 7-й гвардейской воздушно-десантной дивизии к 28 ноября 1943 года сумела окружить группировку противника в Черкассах с юго-запада, а силами 294-й стрелковой дивизии выйти на северо-западные окраины города. После отклонения ультиматума о капитуляции черкасского гарнизона, соединения армии приступили к штурму, сумев заняв часть городских кварталов, при этом постоянно отражая контратаки противника со внутреннего и внешнего фронтов окружения. 30 ноября 1943 года войскам противника удалось прорвать окружение и установить связь с гарнизоном, и более того, окружить два полка 7-й гвардейской воздушно-десантной дивизии. В результате последующих боёв, длившихся по 5 декабря 1943 года окружённые полки дивизии понесли тяжелейшие потери, и вся дивизия была отведена в ближайший тыл на приведение себя в порядок. После временного относительного затишья, армия 9 декабря 1943 года приступила к очередному штурму Черкасс, который наконец был успешным. В тяжелейших уличных боях, длившихся вплоть до 14 декабря 1943 года, Черкассы были взяты соединениями армии, после чего армия приступила к преследованию врага, но уже 15 декабря 1943 года упёрлась в подготовленную оборону на рубеже Будище, восточной окраины Большого Староселья, северного берега болота Ирдынь, северной окраины Белозерья, Степанки и далее по левому берегу реки Тясмин до Худолеевки в 28 километрах юго-восточнее Черкасс. После неудавшихся попыток прорвать оборону, армия сама была вынуждена перейти к обороне на подступах к Смеле вплоть до 1944 года.

### 1944 год
52-я армия начала 1944 год участием в Кировоградской наступательной операции.
Армия наступала на крайнем правом фланге фронта, на направлении вспомогательного удара, который наносился по направлению Балаклея, Шпола и далее на Христиновку. С 5 января 1944 года части армии перешли в наступление: с севера на Смелу, переправляясь через Ирдынское болото, и с востока на Смелу, форсируя Тясмин. Что касается удара с севера, то он не принёс практически никакого успеха, будучи остановленным через два-три километра частями 72-й пехотной дивизии и дивизии СС «Викинг». Силы армии, наступавшие с востока, продвинулись дальше, с боями форсировав Тясмин, вышли на окраины Смелы, и даже завязали там уличные бои. Уже с 16 января 1944 года части армии перешли к обороне.
С 24 января 1944 года армия участвовала в Корсунь-Шевченковской наступательной операции с задачей наступления на Малое Староселье, Городище. Армия наступала на направлении вспомогательного удара, поэтому из неё были изъяты две дивизии и средства усиления. В первые дни операции из состава армии наступала только одна, 373-я стрелковая дивизия в направлении на Смелу, позднее, поскольку атаки 373-й дивизии успеха не принесли, в её полосу была переброшена 254-я стрелковая дивизия. Общими усилиями 29 января 1944 года Смела была наконец освобождена, и армия до 7 февраля 1944 года преследует манёвренно обороняющиеся и отступающие к Корсунь-Шевченковскому войска. 7 февраля 1944 года ведёт тяжёлые бои в районе Городище в 23 километрах северо-восточнее Ольшаны, срезая так называемый городищенский выступ. На 12 февраля 1944 года армия заняла Мирополье и к исходу дня вела бой в Арбузино и Карашине. 14 февраля 1944 года соединения армии освободили Корсунь-Шевченковский.
26 февраля 1944 года армия получила задачу на действия в ходе Уманско-Ботошанской наступательной операции
В ходе операции армия действовала на направлении главного удара, наступая из района юго-западнее Звенигородки с задачей прорвать оборону противника на участке Рыжановка, Поповка шириной в 8 километров и, нанося удар правым флангом в общем направлении на Рыжановку — Яновку— Молодецкая — Умань, к исходу первого дня операции главными силами выйти на реку Горный Тикич, а на второй день наступления овладеть рубежом Меньковка, Роги. Справа от армии наносила удар смежным флангом 27-я армия, слева — 4-я гвардейская армия. Армия в течение операции действовала совместно со 2-й танковой армией
5 марта 1944 года, после часовой артиллерийской подготовки, армия перешла в наступление с занимаемого рубежа. Не на всех участках наступления армии оно начало развиваться хорошо, но к концу дня везде в полосе армии оборона противника была прорвана, и наступление получило развитие, на 7 марта 1944 года части армии вышли на рубеж западной окраины Попуженец, Весёлый Кут, к концу дня 9 марта 1944 года соединения армии вышли к Умани и завязали за неё бои, а 10 марта 1944 года армия освободила Умань. Не задерживаясь в городе, армия продолжила наступление, практически не встречая сопротивления (за исключением сильнейшей распутицы) и уже 11 марта 1944 года передовыми отрядами вышла к Южному Бугу и захватила плацдармы в районе Красносёлки. Основными силами армия подошла к Южному Бугу 13 марта 1944 года, в ночь на 14 марта 1944 года начала переправу по мосту в районе Берёзки, а с 18 марта 1944 года по мостам в Джулинке и Шумилове. Затем армия преследует отходящего к Днестру противника, выйдя к 17 марта 1944 года передовыми подразделениями к реке на участке Яруга — Сороки и 18-19 марта 1944 года переправляет свои передовые части на другой берег, в том числе и посредством восстановленного трофейного понтонного моста. Войска армии вступили в бои на захваченном плацдарме в районе Сороки, постепенно расширяя его в направлении Бельцы. 26 марта 1944 года части армии (в частности 294-я стрелковая дивизия) с боями взяли Бельцы и форсировали Прут западнее города вместе с частями 27-й армии. На 27 марта 1944 года 52-я армия действовала в основном восточнее Прута, правым флангом примыкая к Пруту в районе Горешты — Скуляны, вела бои, развернувшись фронтом на юго-восток в районе Нападены, обеспечивая правый фланг 4-й гвардейской армии, которая подвергалась мощным контратакам. После ряда наступательных боёв в направлении Ясс апреля 1944 года, которые не принесли результата, в мае 1944 года армия перешла к обороне севернее Ясс, заняв господствующие над городом высоты. С конца мая отбивает наступление немецких и румынских войск (более 10 дивизий, из них четыре танковые), в течение семи дней ведёт непрерывные бои, частично утрачивая свои позиции.
Вновь к наступлению армия перешла лишь в августе 1944 года.
Наступление армии развивалось с севера на юг из района северо-западнее Ясс в общем направлении на Васлуй и непосредственно на Яссы. Утром 20 августа 1944 года соединения армии перешли в наступление и уже к концу дня, прорвав на 12-километровом участке три полосы сильно укреплённой, эшелонированной обороны противника, завязали бои на северо-западной окраине Ясс. 21 августа 1944 года в полосе армии был введён в бой 18-й танковый корпус, что позволило частям армии продвинуться южнее Ясс в направлении на Васлуй и охватить Яссы с юга. К 15 часам 21 августа 1944 года армия взяла Яссы. На следующий день армия продолжила наступление, действуя вслед за частями 18-го танкового корпуса. Прорвав вместе с танками оборону противника на тыловом рубеже южнее Ясс, армия устремилась в направлении города Хуши, где должна была с запада довершить окружение войск противника, соединившись с войсками 3-го Украинского фронта, наступающих на запад от Днестра в районе южнее Кишинёва. Взяв Хуши (отличился 73-й стрелковый корпус), войска армии вышли к реке Прут с запада, перерезав пути отхода войск немецкой 6-й армии и до конца августа 1944 года в районе Хуши ведёт тяжелейшие бои с противником, который пытался вырваться из окружения. Некоторой части войск противника удалось прорваться на юго-запад севернее и южнее Хуши, но большая часть войск 6-й полевой армии осталась в окружении. После ликвидации окружённой группировки противника, 5 сентября 1944 года 52-я армия была выведена в резерв Ставки ВГК, передислоцирована в район Владимир-Волынского, где пополнялась и доукомплектовывалась, а затем в Польшу в район Розвадув, Ежове, Рудник, где 30 октября 1944 года вошла в состав 1-го Украинского фронта. Вплоть до 1945 года активных боевых действий не ведёт.

### 1945 год
В двадцатых числах декабря 1944 года соединения армии начали переправу на Сандомирский плацдарм, где происходило их сосредоточение в районе Земблице. Утром 12 января 1945 года соединения армии перешли в наступление в ходе Сандомирско-Силезской наступательной операции
Перед армией стояла задача прорыва обороны противника на участке Шидлув — Жерники-Дольне, нанося главный удар правым флангом в общем направлении Хмельник, Кортыница, Влощова, Радомско, обеспечивая ввод в прорыв 3-й гвардейской танковой армии. В первый же день наступления, после мощнейшей артиллерийской подготовки, войска армии прорвали оборону противника и вышли на подступы к Хмельнику, который уже 13 января 1945 года был взят, после чего войска армии устремились к реке Нида за обогнавшими их соединениями 3-й гвардейской танковой армии. Форсировав Ниду, 14 января 1945 года передовыми частями армия вышла к реке Пилица севернее Конецполя, после её форсирования с боем, дальше продвигалась колоннами, практически не встречая серьёзного сопротивления. 16 января 1945 года силами 254-й стрелковой дивизии, прорвав оборону на промежуточном рубеже, освободила Радомско. C 18 января 1945 года наступает совместно с 3-й гвардейской танковой армией из района западнее Радомско, преодолевая тыловые рубежи обороны, части армии 19 января 1945 года освобождают Велюнь и в этот же день вступили на территорию Германии, 20 января 1945 года — Питшен (ныне Бычина), 21 января 1945 года — Ландсберг (ныне Гожув-Слёнски), 22 января 1945 года — Намслау (ныне Намыслов) и Бернштадт (ныне Берутув), 25 января 1945 года после отражения ряда контратак 269-й пехотной дивизии взяла Ёльс (ныне Олесница), 27 января 1945 года — Бендзин. Таким образом к двадцатым числам января 1945 года армия правым флангом вышла на подступы к крепости Бреслау, а левым флангом 23 января 1945 года — на Одер южнее Бреслау в районе Раттвица и немедленно форсировала его при помощи 6-й понтонно-мостовой бригады. Севернее Бреслау части армии 28 января 1945 года также захватили небольшие плацдармы. Сам Бреслау частям армии взять не удалось, несмотря на попытки штурма.
После боёв начала февраля 1945 года за расширение плацдармов, 52-я армия в полном составе была сосредоточена на захваченном плацдарме севернее Бреслау и на подступах к нему, для чего её части были сняты с «южного» плацдарма. Армия начала новое наступление в ходе Нижне-Силезской операции.
С 8 февраля 1945 года армия переходит в наступление в направлении на Лигниц и с боями 10 февраля 1945 года освобождает его, одновременно продолжая наступление своим правым крылом, в этот же день взяв Гайнау. 12 февраля 1945 года войска армии вслед за частями 3-й гвардейской танковой армии форсировали реки Бобер и Квейс и к исходу дня взяли сильный опорный пункт Бунцлау. После этого армия была развёрнута фронтом на юг, дабы обеспечить левый фланг ударной группировки от возможного контрудара из района западнее Бреслау. В течение конца февраля пытается в ожесточённых боях развить вместе с танковыми соединениями наступление на Лаубан — Гёрлиц, которое завязло в немецкой обороне. Со 2 марта 1945 года немецкие войска перешли в контрнаступление силами 39-го танкового корпуса и 57-го танкового корпуса в обход Лаубана с севера и с юга и войска армии попали под удар немецких танковых клиньев. Уже 4 марта 1945 года положение в полосе армии осложнилось, наступавшие немецкие войска потеснили части армии к Бунцлау, но 5 марта 1945 года армия восстановила прежние позиции, с утра 6 марта 1945 года закрепилась в 5-6 километрах севернее и восточнее Лаубана и вплоть до 12 марта 1945 года отбивает настойчивые атаки противника. Находится на обороне практически тех же рубежей вплоть до начала Берлинской операции. Перед началом операции, в связи с ограниченной ролью армии в планах командования на операцию, полоса армии была расширена к северу по реке Нейсе.
Перед войсками армии стояла задача нанесения вспомогательного удара: частью сил (правым флангом), форсировав Нейсе, нанести удар из района Кольфурта в общем направлении Бауцен, Дрезден, перейдя к обороне на остальном протяжении своего фронта. На второй день операции планировалось в полосе армии ввести 7-й гвардейский механизированный корпус. Ударную группировку армии составлял 73-й стрелковый корпус. Армия прикрывала от возможного контрудара весь левый фланг фронта, да и вообще, действовала на самом крайнем левом фланге всех советских войск, принимавших участие в операции. Задача перед армией стояла ограниченная, но развитие событий оказалось несколько иным. Ошибочные представления немецкого командования о планах командования Красной Армии, заставили сконцентрировать на направлении наступления армии крупные подвижные резервы.
С 16 апреля 1945 года правое крыло армии перешло в наступление. 254-я, 50-я и 373-я стрелковые дивизии уже в первые часы наступления форсировали реку, переправились на западный берег и, прорвав оборону противника, углубились на 10 километров. 373-я стрелковая дивизия увязла в боях за Пенцих, остальные продолжили наступление. В этот же день в полосе армии был введён в бой 7-й гвардейский механизированный корпус, который развил наступление. Но войска 52-й армии уже с 17 апреля 1945 года начали вязнуть в обороне сильных немецких частей. С этого дня соединения армии отбивают фланговые контрудары 20-й танковой дивизии и дивизии «Герман Геринг». Исключение составляла 254-я стрелковая дивизия, которая вслед за танками 19 апреля 1945 года вышла к Бауцену и, охватив город с трёх сторон, приступила к его штурму. В это же время, уже развёрнутые к югу 50-я, 213-я и 111-я стрелковые дивизии попали под новый контрудар и были оттеснены на север на 3-4 километра, а удар нанесённый 20 апреля 1945 года силами 20-й танковой дивизии, 17-й и 72-й пехотных дивизий с юга на север и полка дивизии «Бранденбург» с севера на юг принёс более серьёзные результаты: немецкие войска отбили Дизу, Кольм, вышли к Шпройцу, перерезав дорогу Ниски — Бауцен. Таким образом часть 52-й армии (254-я стрелковая дивизия и некоторые другие части) вместе с 7-м гвардейским корпусом попали в окружение у Бауцена. На 21 апреля 1945 года 214-я, 116-я и 111-я дивизии вели ожесточённые бои на рубеже Шпройц, Енкедорф, Вильгельминенталь, на правом, восточном фланге немецкого вклинения. Здесь же действовали 124-й отдельный танковый полк и 8-я самоходно-артиллерийская бригада. 294-я стрелковая дивизия занимала оборону фронтом на восток на рубеже Зерка, Вейсенберг, Занд-Ферстген, на левом фланге клина, находясь вместе с 254-й стрелковой дивизией и 7-м гвардейским мехкорпусом в окружении. Находясь в окружении, части 52-й армии, находящиеся между Вейсенбергом и Бауценом ведут тяжёлые бои, сопровождавшиеся большими потерями, как в личном составе, так и в вооружении и транспорте. В то же время велись уличные бои в Бауцене. В целом, 52-я армия попала под последний более или менее сильный удар немецких войск в ходе войны, однако в силу сложившейся обстановки, не имевший стратегического значения, и потерпела тяжёлое поражение с большими потерями. Оборонительные бои 52-й армии в районе Бауцена продолжались вплоть до начала мая 1945 года, до тех пор, пока остатки немецкой группировки не были направлены для контрудара на Берлин. После чего 52-я армия перешла к Пражской операции.
В ходе операции армия с 7 мая 1945 года наступает из района Гёрлица в направлении на Циттау — Млада Болеслав — Прага. Армия наконец 8 мая 1945 года взяла Гёрлиц, наступая, ведёт нелёгкие бои под Циттау (взят 9 мая 1945 года), затем выбивает противника из Млада-Болеслав и закончила войну на реке Лаба северо-восточнее Праги.
12 июня 1946 года управление 52-й армии, переформировано в управление 8-й механизированной армии Прикарпатского военного округа.

### Командование

#### Командующие армией
- генерал-лейтенант Клыков, Николай Кузьмич (с 28.09.1941 по 10.01.1942);
- генерал-лейтенант Яковлев Всеволод Фёдорович (с 10.01.1942 по 20.07.1943);
- генерал-лейтенант, с 13.09.1944 генерал-полковник Коротеев, Константин Аполлонович (с 20.07.1943 по 11.05.1945);

#### Начальники штаба армии
- генерал-майор Ляпин, Пётр Иванович (с 28.09.1941 по 30.10.1941);
- полковник Рождественский, Борис Александрович (с 30.10.1941 по 05.03.1942);
- генерал-майор Викторов, Иван Михайлович (с 05.03.1942 по 17.06.1942);
- генерал-майор Березинский, Лев Самойлович (с 17.06.1942 по 20.07.1943);
- генерал-майор Коломинов, Александр Николаевич (с 20.07.1943 по 13.09.1945);

#### Члены Военного совета
- дивизионный комиссар Пантас, Карп Лукич (с 28.09.1941 по 05.10.1942);
- бригадный комиссар, с 10.12.1942 генерал-майор Бобров, Александр Фёдорович (с 15.10.1942 по 01.04.1945);
- генерал-майор Кабичкин, Иван Петрович (01.04.1945 по 11.05.1945);

### Боевой состав
В различное время в состав армии входили:
| Стрелковые соединения и части                        | Стрелковые соединения и части | Стрелковые соединения и части                                  | Стрелковые соединения и части                                                    |
| Корпуса                                              | Дивизии | Бригады                                                        | Иные части                                                                       |
| ---------------------------------------------------- | --- | -------------------------------------------------------------- | -------------------------------------------------------------------------------- |
| 21, 27 гвардейские стрелковые, 48, 73, 78 стрелковые | 19, 62, 69 гвардейские стрелковые, 7 гвардейская воздушно-десантная, 31, 46, 50, 93, 111(1ф), 111(2ф), 116, 136, 138, 165, 213, 214, 225, 229, 252, 253, 254, 259, 267, 288, 294, 303, 305, 310, 312, 316, 366, 372, 373 стрелковые, 25 кавалерийская | 23, 53 стрелковые, 38 лыжная, 5 гвардейская воздушно-десантная | 54 стрелковый полк, 150 укреплённый район, 340 пулемётно-артиллерийский батальон |

| Артиллерийские корпуса, дивизии и бригады | Артиллерийские корпуса, дивизии и бригады | Артиллерийские корпуса, дивизии и бригады                                                                    | Артиллерийские корпуса, дивизии и бригады                   | Артиллерийские корпуса, дивизии и бригады | Артиллерийские корпуса, дивизии и бригады | Артиллерийские корпуса, дивизии и бригады |  |
| Корпуса                                   | Дивизии                                   | Лёгкие и противотанковые бригады                                                                             | Гаубичные бригады                                           | Пушечные бригады                          | Миномётные бригады                        | Миномётные РС бригады                     |  |
| ----------------------------------------- | ----------------------------------------- | --- | ----------------------------------------------------------- | ----------------------------------------- | ----------------------------------------- | ----------------------------------------- |  |
| 10                                        | 4 артиллерийская, 21, 38, 46 зенитные     | 9, 11 гвардейские истребительно-противотанковые, 2, 11, 26, 37 истребительно-противотанковые, 31, 168 лёгкие | 50 гвардейская, 97, 98, 171 гаубичные, 163 большой мощности | 145 пушечные                              | 37 миномётная, 49 тяжёлая миномётная      | 30                                        |  |

| Артиллерийские полки                         | Артиллерийские полки                                       | Артиллерийские полки                                                                              | Артиллерийские полки                                    | Артиллерийские полки    | Артиллерийские полки                                                                     |  |
| Пушечные (в том числе армейские и корпусные) | Гаубичные                                                  | Противотанковые                                                                                   | Миномётные                                              | Миномётные РС           | Зенитные                                                                                 |  |
| -------------------------------------------- | ---------------------------------------------------------- | ------------------------------------------------------------------------------------------------- | ------------------------------------------------------- | ----------------------- | ---------------------------------------------------------------------------------------- |  |
| 367, 442, 448, 561, 568, 1096, 1097          | 137, 430-й гаубичный артиллерийский полк, 1225, 1196, 1198 | 51, 315, 316, 357 гвардейские истребительно-противотанковые, 301, 438, 444, 640, 884, 1322, 1593, | без номера, 192, 194, 476, 490, 497, 502, 505, 506, 523 | 17, 28, 30, 31, 36, 65, | 162 гвардейский, 1044, 1334, 1340, 1346, 1401, 1405, 1409, 1467, 1468, 1469, 1470, 1712, |  |

| Артиллерийские дивизионы и иные части | Артиллерийские дивизионы и иные части | Артиллерийские дивизионы и иные части | Артиллерийские дивизионы и иные части | Артиллерийские дивизионы и иные части | Артиллерийские дивизионы и иные части |  |
| Тяжёлые и большой мощности            | Противотанковые                       | Миномётные                            | Миномётные РС                         | Зенитные                              | Иные                                  |  |
| ------------------------------------- | ------------------------------------- | ------------------------------------- | ------------------------------------- | ------------------------------------- | ------------------------------------- |  |
| 2                                     |                                       | без номера                            | 6, 44                                 | 168, 461                              | 113 разведывательный                  |  |

| Танковые, механизированные, самоходно-артиллерийские соединения и части | Танковые, механизированные, самоходно-артиллерийские соединения и части | Танковые, механизированные, самоходно-артиллерийские соединения и части                             | Танковые, механизированные, самоходно-артиллерийские соединения и части | Танковые, механизированные, самоходно-артиллерийские соединения и части |  |
| Корпуса                                                                 | Бригады                                                                 | Полки                                                                                               | Батальоны                                                               | Иные отдельные части                                                    |  |
| ----------------------------------------------------------------------- | ----------------------------------------------------------------------- | --------------------------------------------------------------------------------------------------- | ----------------------------------------------------------------------- | ----------------------------------------------------------------------- |  |
|                                                                         | 152, 173 танковые, 8 самоходно-артиллерийская                           | 87 гвардейский танковый, 25, 124, 222, 259 танковые, 697, 1198, 1458, 1817 самоходно-артиллерийские | 160, 193, 378, 379 танковые, 15, 16, 34, 53 аэросанные                  | 61 дивизион бронепоездов                                                |  |

| Военно-воздушные силы | Военно-воздушные силы | Военно-воздушные силы | Военно-воздушные силы                                                                                                  | Военно-воздушные силы |  |
| Корпуса               | Дивизии               | Бригады               | Полки | Иные отдельные части  |  |
| --------------------- | --------------------- | --------------------- | --- | --------------------- |  |
| не имелось            | не имелось            | не имелось            | 2 гвардейский истребительный, 10, 169, 425,513, 526, 796 истребительные, 313 штурмовой, 662, 665, 673 бомбардировочные | не имелось            |  |

| Инженерные, сапёрные, понтонно-мостовые и огнемётные части | Инженерные, сапёрные, понтонно-мостовые и огнемётные части | Инженерные, сапёрные, понтонно-мостовые и огнемётные части | Инженерные, сапёрные, понтонно-мостовые и огнемётные части | Инженерные, сапёрные, понтонно-мостовые и огнемётные части |  |
| Бригады                                                    | Инженерные батальоны                                       | Сапёрные батальоны                                         | Понтонно-мостовые батальоны                                | Огнемётные части                                           |  |
| ---------------------------------------------------------- | ---------------------------------------------------------- | ---------------------------------------------------------- | ---------------------------------------------------------- | ---------------------------------------------------------- |  |
| 58 инженерно-сапёрная                                      | 3, 4, 109, 112, 135, 366, 770,                             | 1, 2, 133, 135, 771,                                       | 32, 40, 55                                                 |                                                            |  |

### Помесячный боевой состав армии
| Помесячный боевой состав армии                                          | Помесячный боевой состав армии                                                     | Помесячный боевой состав армии | Помесячный боевой состав армии         | Помесячный боевой состав армии    | Помесячный боевой состав армии | Помесячный боевой состав армии |
| Дата (в составе фронта)                                                 | Стрелковые и кавалерийские соединения                                              | Артиллерийские и миномётные соединения | Танковые и механизированные соединения | Авиация                           | Инженерные и сапёрные части    | Огнемётные части               |
| ----------------------------------------------------------------------- | ---------------------------------------------------------------------------------- | --- | -------------------------------------- | --------------------------------- | ------------------------------ | ------------------------------ |
| 01.10.1941 Отдельная                                                    | 267, 288, 312, 316 сд                                                              | 442 кап, 884 ап ПТО | -                                      | -                                 | 3, 4 миб                       | -                              |
| 01.11.1941 Отдельная                                                    | 111, 259, 267, 288 сд                                                              | 442, 561 ап РВГК, 884 ап ПТО | -                                      | 169, 513, 526 иап, 313 шап        | 3, 4 миб, 1 и 2 осб            | -                              |
| 01.12.1941 Отдельная                                                    | 111, 259, 267, 288 сд                                                              | 442, 561 ап РВГК, 884 ап ПТО | -                                      | 2 гв., 513 иап, 313 шап           | -                              | -                              |
| 01.01.1942 (Волховский фронт)                                           | 46, 111, 225, 259, 267, 288, 305 сд, 25 кд                                         | 442, 448, 561 ап, 884 ап ПТО, 44 огв. мдн | -                                      | 2 гв., 513 иап, 313 шап, 673 лбап | 3, 4, 770 оиб, 771 осб, 55 пмб | -                              |
| 01.02.1942 (Волховский фронт)                                           | 46, 225, 259, 267, 305 сд                                                          | 448 пап, 442, 561 ап | -                                      | 2 гв., 313 шап, 513 иап, 673 лбап | 4, 770 оиб, 55 пмб             | -                              |
| 01.03.1942 (Волховский фронт)                                           | 65, 225, 305, 366 сд, 23 сбр                                                       | 137 гап б/м (без 4 д-на), 448 пап, 561 ап, 2/430 гап, 6, 44 огв. мдн, 168 озадн | -                                      | 2 гв., 513 иап, 662, 673 лбап     | 4 оиб, 770 осб, 55 пмб         | -                              |
| 01.04.1942 (Волховский фронт)                                           | 19 гв., 65, 225, 305, 376 сд, 23 сбр                                               | 137 гап б/м (без 4 д-на), 448 пап, 561 ап, 884 ап ПТО, 28, 30, 31 (без 2-х д-нов), 36 (без 108 д-на) гв. мп, 168, 461 озадн | 160, 193 отб, 15, 16 оаэсб             | 2 гв., 10, 425, 796 иап, 662 лбап | 4 оиб, 770 осб, 55 пмб         | -                              |
| 01.05.1942 (Ленинградский фронт) (Группа войск Волховского направления) | 19 гв., 65, 225, 305 сд, 23 сбр                                                    | 448, 561 аап,137, 1196 гап б/м, 30 гв. мп, 168, 461 озадн | 193 отб                                | 2 гв., 10 иап, 662, 665 лбап      | 4, 770 оиб                     | -                              |
| 01.06.1942 (Ленинградский фронт) (Волховская группа войск)              | 65, 225, 305 сд                                                                    | 448, 561 аап,137, 430, 1196 гап б/м, 1225 гап, 30 гв. мп, 168 озадн | 193 отб                                | 2 гв., 10 иап, 662 лбап           | 4, 770 оиб                     | -                              |
| 01.07.1942 (Волховский фронт)                                           | 65, 165, 225, 305 сд, 54 осп, 150 УР                                               | 137, 430, 1198 гап б/м, 1225 гап, 448, 561 аап, 30 гв. мп, 168 озадн | 193 отб                                | 2 гв., 10 иап, 662 лбап           | 4, 770 оиб                     | -                              |
| 01.08.1942 (Волховский фронт)                                           | 65, 165, 225, 305, 372 сд, 53 сбр, 54 осп, 150 УР                                  | 137, 430, 1198 гап б/м, 1225 гап, 448, 561 аап, 30 гв. мп, 168 озадн | 193 отб                                | -                                 | 4, 770 оиб                     | -                              |
| 01.09.1942 (Волховский фронт)                                           | 65, 165, 225, 372 сд, 150 УР                                                       | 448 аап, 430 гап б/м, минп (б/н), 231/28 гв. мп, оминб (б/н) | 193 отб                                | -                                 | 4 оиб, 32 пмб                  | -                              |
| 01.10.1942 (Волховский фронт)                                           | 65, 165, 225 сд, 150 УР                                                            | 448 аап, 430 гап б/м, минп (б/н), оминб (б/н), 231/28 гв. мп | 193 отб                                | -                                 | 4 оиб, 32 пмб                  | -                              |
| 01.11.1942 (Волховский фронт)                                           | 65, 165, 225 сд, 38 лыжбр, 150 УР                                                  | 430 гап б/м, 448 аап, 194 минп, 231/28 гв. мп | 193 отб                                | -                                 | 32 пмб, 366 оиб                | -                              |
| 01.12.1942 (Волховский фронт)                                           | 65, 165, 225 сд, 38 лыжбр, 150 УР                                                  | 430 гап б/м, 448 аап, 194 минп, 231/28 гв. мп | 193 отб                                | -                                 | 112, 135 оиб                   | -                              |
| 01.01.1943 (Волховский фронт)                                           | 65, 165, 225 сд, 38 лыжбр, 150 УР                                                  | 448 аап, 506 аминп, 231 д-н (28 гв. мп) | 34, 53 оаэсб                           | 662 сап                           | 109, 366 оиб                   | -                              |
| 01.02.1943 (Волховский фронт)                                           | 65, 225 сд, 38 лыжбр, 150 УР                                                       | 448 аап, 506 аминп, 231 д-н (28 гв. мп) | 34, 53 оаэсб                           | 662 сап                           | 109, 366 оиб                   | -                              |
| 01.03.1943 (Волховский фронт)                                           | 65, 225, 229, 310 сд, 38 лыжбр, 150 УР                                             | 367, 448 аап, 1096, 1097 пап, 192, 502, 505, 506 аминп, 28 гв. мп, 46 зенад (1467, 1468, 1469, 1470 зенап) | 34, 53 оаэсб                           | 662 сап                           | 32, 55 пмб, 109, 366 оиб       | -                              |
| 01.04.1943 (Волховский фронт)                                           | 225, 229, 310 сд, 150 УР, 340 опаб                                                 | 448 аап, 506 аминп, 231 д-н (28 гв. мп), 1467 зенап (46 зенад) | -                                      | -                                 | 32, 55 пмб, 109, 366 оиб       | -                              |
| 01.05.1943 (Волховский фронт)                                           | 225, 229, 310 сд, 150 УР                                                           | 448 аап, 506 минп, 231 д-н (28 гв. мп), 1467 зенап (46 зенад) | -                                      | -                                 | 109, 366 оиб, 32 пмб           | -                              |
| 01.06.1943 (Резерв Ставки ВГК)                                          | 93, 136, 138, 253, 254, 294, 373 сд                                                | - | -                                      | -                                 | 366 оиб                        | -                              |
| 01.07.1943 (Резерв Ставки ВГК)                                          | 93, 136, 138, 253, 254, 294, 373 сд                                                | 17 гв. мп | -                                      | -                                 | 366 оиб                        | -                              |
| 01.08.1943 (Резерв Ставки ВГК)                                          | 73 ск (управление), 93, 136, 138, 253, 254, 294, 373 сд                            | 17 гв. мп | -                                      | -                                 | 366 оиб                        | -                              |
| 01.09.1943 (Воронежский фронт)                                          | 73 ск (136, 254, 294 сд), 78 ск (93, 138, 373 сд)                                  | 444 иптап, 17 гв. мп, 1712 зенап | 259 отп                                | -                                 | 366 оиб                        | -                              |
| 01.10.1943 (Воронежский фронт)                                          | 73 ск (93, 254, 294 сд), 78 ск (138, 373 сд)                                       | 568 пап, 438, 444, 1322 иптап, 490 минп, 17 гв. мп, 38 зенад (1401, 1405, 1409, 1712 зенап) | 259 отп, 1817 сап                      | -                                 | 366 оиб                        | -                              |
| 01.11.1943 (2-й Украинский фронт)                                       | 73 ск (254, 294 сд), 78 ск (373 сд), 5 гв. вдбр                                    | 568 пап, 438, 444, 1322 иптап, 490 минп, 17 гв. мп, 38 зенад (1401, 1405, 1409, 1712 зенап) | 259 отп, 1817 сап                      | -                                 | 366 оиб                        | -                              |
| 01.12.1943 (2-й Украинский фронт)                                       | 73 ск (7 гв. вдд, 254, 294 сд), 78 ск (62 гв., 373 сд)                             | 568 пап, 438, 1322 иптап, 490 минп, 38 зенад (1401, 1405, 1409, 1712 зенап) | 173 тбр, 259 отп, 1817 сап             | -                                 | 366 оиб                        | -                              |
| 01.01.1944 (2-й Украинский фронт)                                       | 73 ск (7 гв. вдд, 62 гв. сд), 78 ск (254, 373 сд), 294 сд                          | 568 пап, 438, 1322 иптап, 490 минп, 17 гв. мп, 38 зенад (1401, 1405, 1409, 1712 зенап) | 173 тбр, 378, 379 отб                  | -                                 | 133 осапб, 366 оиб, 32, 40 пмб | -                              |
| 01.02.1944 (2-й Украинский фронт)                                       | 73 ск (254, 294 сд), 78 ск (373 сд)                                                | 1322 иптап, 38 зенад (1401, 1405, 1409, 1712 зенап | -                                      | -                                 | 133, 135 осапб, 366 оиб        | -                              |
| 01.03.1944 (2-й Украинский фронт)                                       | 73 ск (31, 254, 303 сд), 78 ск (252, 294, 373 сд), 116 сд                          | 97, 98 тгабр, 568 пап, 11 иптабр, 1322 иптап, 490, 523 минп, 38 зенад (1401, 1405, 1409, 1712 зенап) | 25 отп                                 | -                                 | 133, 135 осапб, 366 оиб        | -                              |
| 01.04.1944 (2-й Украинский фронт)                                       | 73 ск (31, 254, 294 сд), 78 ск (252, 303, 373 сд), 27 гв. ск (управление), 116 сд  | 97, 98 тгабр, 568 пап, 2 иптабр, 1322 иптап, 490 минп, 38 зенад (1401, 1405, 1409, 1712 зенап) | 25 отп                                 | -                                 | 133, 135 осапб, 366 оиб        | -                              |
| 01.05.1944 (2-й Украинский фронт)                                       | 48 ск (31, 252, 303 сд), 73 ск (50, 116, 373 сд), 78 ск (213, 254, 294 сд), 111 сд | 31 лабр (11 ад), 97, 98 тгабр, 568 пап, 2 иптабр, 1322 иптап, 490 минп, 38 зенад (1401, 1405, 1409, 1712 зенап) | -                                      | -                                 | 133, 135 осапб, 366 оиб        | -                              |
| 01.06.1944 (2-й Украинский фронт)                                       | 48 ск (111, 213, 294 сд), 73 ск (50, 116, 373 сд), 78 ск (31, 252, 303 сд), 254 сд | 31 лабр (11 ад), 97, 98 тгабр, 568 пап, 2 иптабр, 1322 иптап, 490 минп, 38 зенад (1401, 1405, 1409, 1712 зенап) | -                                      | -                                 | 58 исбр                        | -                              |
| 01.07.1944 (2-й Украинский фронт)                                       | 48 ск (213, 294 сд), 73 ск (50, 111, 373 сд), 116, 254 сд                          | 145 пабр, 97 тгабр, 2, 11 иптабр, 315 гв., 301 иптап, 490 минп, 38 зенад (1401, 1405, 1409, 1712 зенап) 152 пабр, 31 иптабр, 1316 иптап, 461 минп, 30 зенад (1361, 1367, 1373, 1375 зенап)                                                     | 61 одн брп                             | -                                 | 58 исбр                        | -                              |
| 01.08.1944 (2-й Украинский фронт)                                       | 48 ск (213, 294 сд), 73 ск (50, 111, 373 сд), 116, 254 сд                          | 145 пабр, 97 тгабр, 2, 11 иптабр, 315 гв., 301 иптап, 490 минп, 38 зенад (1401, 1405, 1409, 1712 зенап) | 61 одн брп                             | -                                 | 58 исбр                        | -                              |
| 01.09.1944 (2-й Украинский фронт)                                       | 21 гв. ск (62 и 69 гв., 254 сд), 48 ск (50, 111, 213 сд), 73 ск (116, 294, 373 сд) | 145 пабр, 97 тгабр, 2, 11 иптабр, 315 гв., 301 иптап, 490 минп, 38 зенад (1401, 1405, 1409, 1712 зенап) | 25 отп, 697, 1458 сап                  | -                                 | 58 исбр                        | -                              |
| 01.10.1944 (Резерв Ставки ВГК)                                          | 48 ск (50, 111, 213 сд), 73 ск (116, 294, 373 сд), 78 ск (31, 214, 254 сд)         | 145 пабр, 1322 иптап, 490 минп, 162 гв. зенап | -                                      | -                                 | 58 исбр                        | -                              |
| 01.11.1944 (1-й Украинский фронт)                                       | 48 ск (50, 111, 213 сд), 73 ск (116, 254, 294 сд), 78 ск (31, 214, 373 сд)         | 145 пабр, 1322 иптап, 490 минп, 162 гв. зенап | -                                      | -                                 | 58 исбр                        | -                              |
| 01.12.1944 (1-й Украинский фронт)                                       | 48 ск (50, 111, 213 сд), 73 ск (116, 254, 294 сд), 78 ск (31, 214, 373 сд)         | 145 пабр, 1322 иптап, 490 минп, 21 зенад (1044, 1334, 1340, 1346 зенап), 162 гв. зенап | 124, 222 отп                           | -                                 | 58 исбр                        | -                              |
| 01.01.1945 (1-й Украинский фронт)                                       | 48 ск (111, 116, 213 сд), 73 ск (50, 254, 294 сд), 78 ск (31, 214, 373 сд)         | 145 пабр, 1322 иптап, 490 минп, 21 зенад (1044, 1334, 1340, 1346 зенап), 162 гв. зенап | 152 тбр, 87 гв., 124, 222 отп          | -                                 | 58 исбр                        | -                              |
| 01.02.1945 (1-й Украинский фронт)                                       | 48 ск (111, 116, 213 сд), 73 ск (50, 254, 294 сд), 78 ск (31, 214, 373 сд)         | 145 пабр, 37 иптабр, 51 и 357 гв., 640, 1322 иптап, 476, 490, 497 минп, 21 зенад (1044, 1334, 1340, 1346 зенап), 162 гв. зенап | 124, 222 отп                           | -                                 | 58 исбр                        | -                              |
| 01.03.1945 (1-й Украинский фронт)                                       | 48 ск (111, 116, 213 сд), 73 ск (50, 254 сд), 78 ск (31, 214, 373 сд)              | 10 акп: 4 адп (168 лабр, 50 гв. тгабр, 171 габр, 163 габр БМ, 37 минбр, 49 тминбр, 30 гв. мбр), 113 орадн, 145 пабр, 51 и 357 гв., 640, 1322 иптап, 476, 490, 497 минп, 36 и 65 гв. мп, 21 зенад (1044, 1334, 1340, 1346 зенап), 162 гв. зенап | 8 сабр, 124 отп                        | -                                 | 58 исбр                        | -                              |
| 01.04.1945 (1-й Украинский фронт)                                       | 48 ск (111, 116, 213 сд), 73 ск (31, 50, 214 сд), 78 ск (254, 373 сд)              | 4 адп (168 лабр, 50 гв. тгабр, 171 габр, 37 минбр, 49 тминбр), 145 пабр, 9 гв., 26 иптабр, 51 и 357 гв., 640, 1322 иптап, 476, 490, 497 минп, 36 и 65 гв. мп, 21 зенад (1044, 1334, 1340, 1346 зенап), 162 гв. зенап                           | 8 сабр, 124 отп                        | -                                 | 58 исбр                        | -                              |
| 01.05.1945 (1-й Украинский фронт)                                       | 48 ск (116, 214, 294 сд), 73 ск (50, 111, 213 сд), 78 ск (31, 373 сд), 254 сд      | 145 пабр, 9 и 11 гв. иптабр, 316 гв., 640, 1322, 1593 иптап, 476, 490, 497 минп, 36 гв. мп, 21 зенад (1044, 1334, 1340, 1346 зенап), 162 гв. зенап                                                                                             | 8 сабр, 124 отп, 1198 сап              | -                                 | 58 исбр                        | -                              |

Войска связи:
- 60-й отдельный Ясский[14] ордена Красной Звезды[15] полк связи[16]